# Cyclisme aux Jeux africains de 1978
Navigation
1973 1987
Les compétitions de cyclisme aux Jeux africains de 1978 ont lieu en juillet 1978, à Alger, en Algérie.

## Médaillés
| Épreuve                      | Or              | Argent                                                           | Bronze            |
| ---------------------------- | --------------- | ---------------------------------------------------------------- | ----------------- |
| Course en ligne              | Mohamed Adlaoui | Mustapha Nejjari                                                 | David El-Aichi    |
| Poursuite par équipes        | Algérie         | Libye                                                            | Maroc             |
| Kilomètre contre-la-montre   | Hamza Farouk    | Ghariani                                                         | Mustapha El Bouhi |
| Contre-la-montre par équipes | Libye           | Algérie Aziz Mahdi Malek Hamza Abdelkader Chaabane Mustapha Abdi | Maroc             |

## Tableau des médailles
| Rang  | Nation  | Or | Argent | Bronze | Total |
| ----- | ------- | -- | ------ | ------ | ----- |
| 1     | Algérie | 2  | 1      | 1      | 4     |
| 2     | Maroc   | 1  | 1      | 3      | 5     |
| 3     | Libye   | 1  | 2      | 0      | 3     |
| Total | Total   | 4  | 4      | 4      | 12    |